# Andrena deserticola
Andrena deserticola är en biart som beskrevs av Timberlake 1937. Andrena deserticola ingår i släktet sandbin, och familjen grävbin. Inga underarter finns listade i Catalogue of Life.